# Mikhail Krug
Mikhail Vladimirovich Vorobyov; em russo: Михаил Владимирович Воробьёв (Kalinin, 7 de abril de 1962 – Tver, 1 de julho de 2002), conhecido profissionalmente como Mikhail Krug (em russo: Михаил Круг), foi um cantor, compositor e poeta russo. Krug foi um dos cantores mais populares do estilo musical conhecido como blatnaya pesnya ou chanson russa, um gênero de música popular na Rússia desde o início do Século XX. Seus fãs o chamavam de "o rei da chanson russa". É o compositor e intérprete da canção "Владимирский Централ” (Vladimirsky Tsentral), que se tornou um dos exemplos mais famosos da chanson russa.

## Biografia
Mikhail Vorobyov nasceu no distrito de Proletarsky, também conhecido como Morozovskiy Gorodok, na cidade de Kalinin, que em 1990 seria renomeada para Tver. Era filho de Vladimir Mikhailovich Vorobyov e Zoya Petrovna Vorobyova. Ele se inspirava na música de Vladimir Vysotsky desde a infância. Seu nome artístico é derivado da palavra russa "Krug (Круг)", que significa “círculo”.
Após completar o serviço militar, Krug participoude um concurso musical em 1987, no qual ficaria em primeiro lugar com a música "О Афганистана (Sobre o Afeganistão)". Depoisdisso, ele decidiu levar a sério a carreira de compositor. Krug então gravou seus três primeiros álbuns, Tverskiye Ulitsy (1989), Katya (1990) e um terceiro álbum sem título. Esses álbuns não foram lançados oficialmente, mas foram distribuídos por meio de pirataria, com a bênção do próprio Krug. A maioria das músicas desses três álbuns seria regravada em seus álbuns posteriores. Seu primeiro álbum oficial, Zhigan-Limon (1994), contou com um de seus maiores sucessos, chamado "Кольщик (Kolshchik)". Krug frequentemente se associava a criminosos, que inspiravam sua música. Muitas das canções de Krug invocam o código secreto das prisões russas e o simbolismo das tatuagens de prisioneiros. Krug usou um dicionário da NKVD de 1924 que trata de gírias do submundo para ajudar a escrever suas canções. Ele também compôs canções de amor e sobre sua cidade natal Tver.
Durante sua vida, Krug foi defensor do ultranacionalista Partido Liberal Democrata da Rússia. Era conhecido por sua oposição ao feminismo, direitos LGBT e ao comunismo.

### Assassinato, investigações e resolução do caso

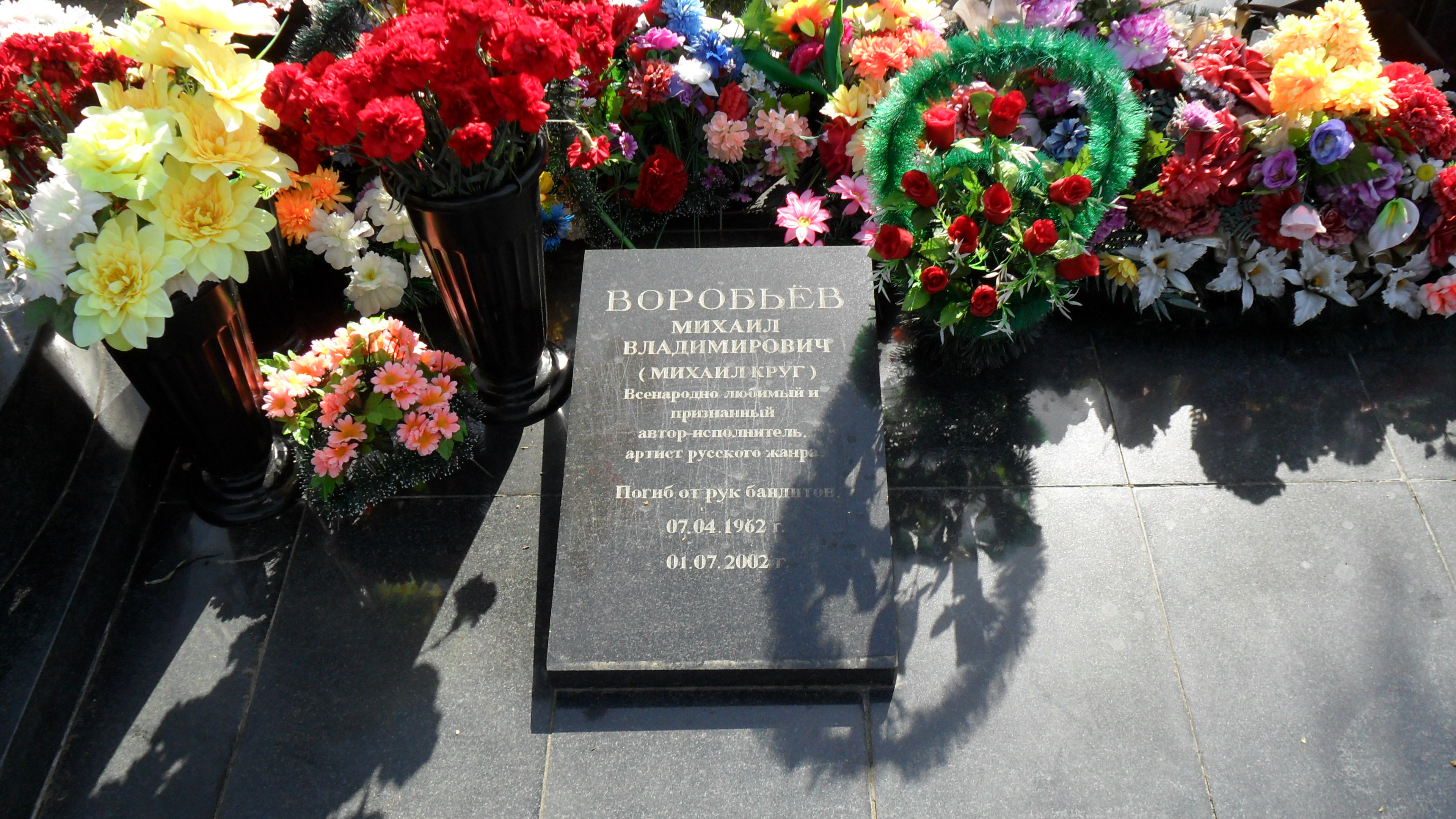
Lápide de Mikhail Krug em Tver

No final da noite de 30 de junho de 2002, Mikhail Krug foi baleado em sua casa em Tver. Ele morreu no hospital municipal n°6 de Tver algumas horas depois, já na madrugada de 1 de julho. Após muitas investigações e vários suspeitos detidos, a polícia prendeu Alexander Ageyev pela invasão à residência e por disparar contra Krug, o que foi prontamente negado pelo acusado. Como não havia provas suficientes para incriminá-lo, a polícia o liberou. No mesmo ano porém, os investigadores recolheram novos dados na investigação e prenderam Ageyev novamente. Mais tarde, Ageyev confessou que invadiu a casa de Krug junto com um comparsa da quadrilha Os Lobos (Волки) chamado Dmitry Veselov.
Ageyev explicou aos investigadores os motivos do crime, ressaltando que o assassinato do cantor não fora em nenhum momento premeditado. Seguindo as instruções de um líder da quadrilha chamado Lom, morto em 2006, Ageyev e Veselov planejavam invadir a casa de Krug num momento em que o cantor e sua família não deveriam estar presentes. Os homens buscavam apenas roubar antiguidades e objetos de valor e deixar a cena do crime logo em seguida. O plano original era que se esperava que Krug pedisse ajuda para encontrar esses itens justamente ao mentor deste roubo e ele teria que concordar em compartilhar as receitas de seus shows com Lom em troca. Contudo, as coisas não saíram como deveriam quando Krug e sua família inesperadamente voltaram para casa. Veselov atacou brutalmente a sogra do cantor e depois atirou em Krug duas vezes com uma pistola TT. O cantor foi levado à pressas ao hospital, mas não resistiu aos ferimentos.
Um teste de DNA de 2012 revelou que o assassino de Krug era realmente Dmitry Veselov. Veselov foi morto em março de 2003 por Alexander Osipov, seu colega de quadrilha, em uma floresta perto de Tver, após este descobrir que Veselov havia matado Krug, de quem Osipov era um grande fã.
Ageyev e Osipov atualmente cumprem pena de prisão perpétua por diversos assasinatos e roubos.